# Football Club de Sarrebourg
 (novembre 2023).
Maillots
Le FC Sarrebourg est un club de football français basé à Sarrebourg.

## Historique
Le club passe 7 saisons en CFA 2 entre 1994 et 2001.

## Palmarès
- Vainqueur de la Coupe de Lorraine : 2002
- Champion de Division d'Honneur Lorraine : 1994

## Entraîneurs
- 1963-1964 :  Wagner
- 1964-1965 :  Gendarme
- 1965-1969 :  Pascual
- 1969-1974 :  Henri Gricar
- 1974-1976 :  Visioli
- 1976-1978 :  Taboux
- 1978-1986 :  Erich Maas
- 1986 :  Ricotta
- 1987-1990 :  Taboux
- 1990-1997 :  Henri Gricar
- 1997-1999 :  Olivier Froemer
- 1999-2000 :  Vincent Berger
- 2000-2002 :  Olivier Froemer
- 2003 :  Gassert
- 2003-2005 :  Vincent Berger
- 2005-2006 :  Berdouzi
- 2006-2009 :  Christophe
- 2009-2010 :  Hiesiger
- 2010-2011 :  Pilegi
- 2011-2012 :  Ozturk
- 2012-2013 :  Hiesiger
- 2013-2016 :  Patrick Ernwein
- 2018- :  Olivier Froemer